# Androsace limprichtii

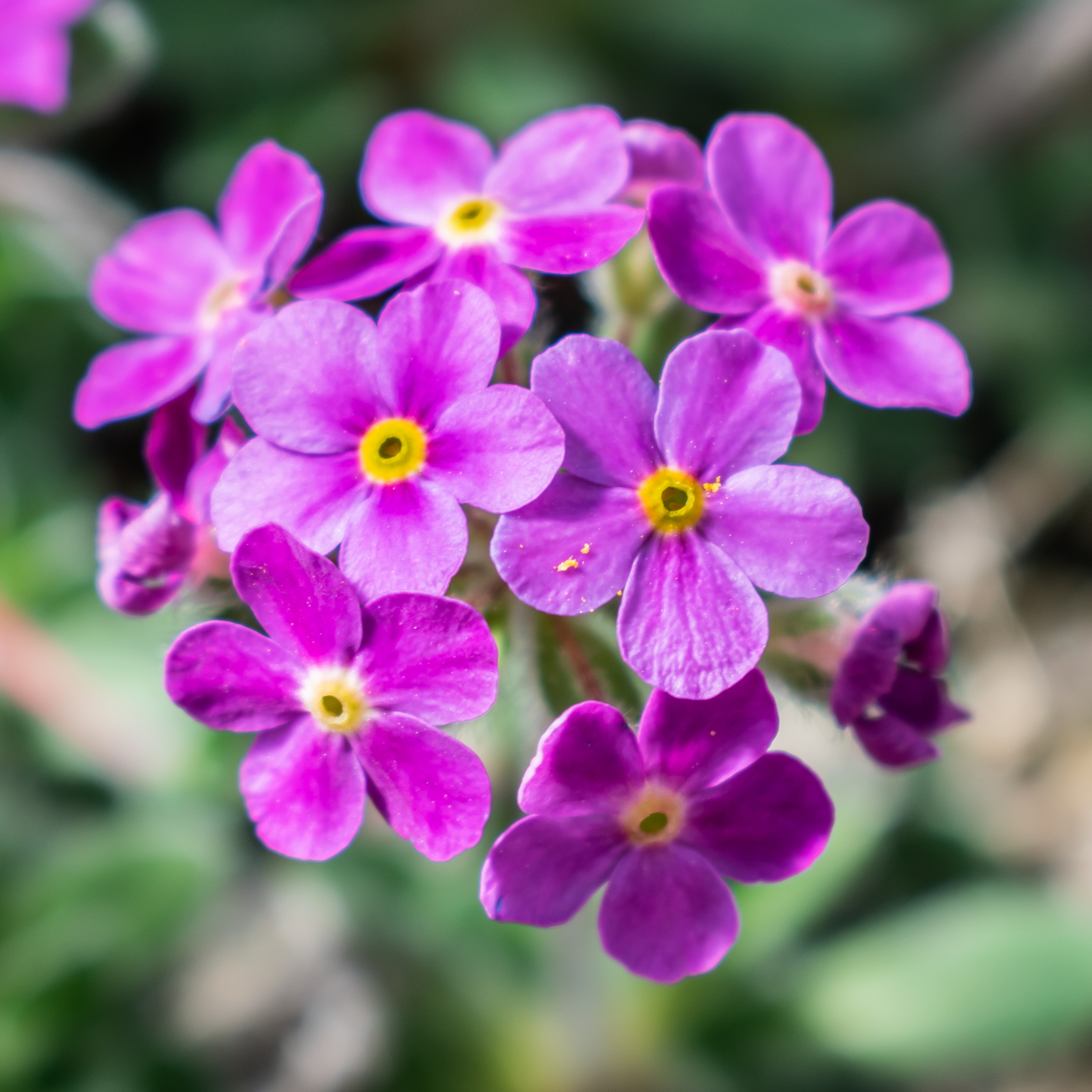

Androsace limprichtii là một loài thực vật có hoa trong họ Anh thảo. Loài này được Pax & K.Hoffm. mô tả khoa học đầu tiên năm 1921.